# Badhra
Badhra (angolszász irodalomban néha Bader) bronzkori régészeti helyszín Délnyugat-Albániában, a Jón-tenger partvidékén húzódó Albán-Riviéra déli részén. A felszínen látható romok közkeletű, de pontatlan magnevezése badhrai vár (albán Kalaja e Badhrës). A késő bronzkori erődítés a vaskori illír protourbán települések elődjeinek tekinthető emberi lakhelyek egyik típuspéldája, amelynek lakói az állatállomány védelmét szolgáló erődítésen kívül épült kőházakban éltek.

## Fekvése
A badhrai bronzkori település maradványai az Albán-Riviéra déli részén, a Jón-tenger partjától és az ottani modern üdülőteleptől, Qazim Palitól 800 méterre találhatóak, a 324 méter magas Kodra e Kalasë (’Vár-domb’) nevű magaslaton. Himarától légvonalban 13, közúton 22 kilométerre található délkeleti irányban. Az SH8-as jelű parti főút a magaslat keleti oldalában fut, onnan 400 méteres sétával érhetőek el a romok.

## Története
Badhra a Jón-tenger eme partvidéki szakaszát végigkísérő késő bronzkori–kora vaskori erődítések (Gjipe, Pirg, Karos, Borsh, Gjashnjar stb.) egyike, közülük is az egyik legkorábbi település. A gjipei, a pirgi és a gjashnjari erődítések kortársa, emellett a magaslatokra épült, vaskori proto- és preurbán illír településeknél alacsonyabb fejlettségi fokot képviselő erődítések típusalkotó emléke (badhra-trajani településtípus), amelynek másik jelentős példája a délkelet-albániai treni erődítés. A bronzkor utolsó évszázadaira általánossá vált erődítések kis területűek voltak, és bár veszély esetén használhatták őket menedékül, elsősorban még nem a lakóházak védelmére, hanem az állatállomány egybentartására és a jószágállomány tolvajoktól, vadállatoktól való megóvására szolgáltak. Az erődítést építő faluközösség tipikusan a falon kívül épült házakban élt, ahogy ez Badhra példáján is látható.
A településszerkezeti sajátosságok mellett az ásatási területről előkerült agyagedények tipológiai és díszítésbeli jellegzetességei alapján Badhra műveltségét a maliqi kultúrához (Maliq IIId) sorolják. Ez egyúttal megerősíti a település késő bronzkorra való keltezését, bár a régészek nem zárják ki, hogy már a középső bronzkorban benépesült. A kora vaskorban még lakhatták, aztán a település elnéptelenedett.
Az egykori település régészeti feltárására 1979–1980-ban került sor.

## Régészeti leírása
Badhra a kisebb erődített települések közé tartozott, falainak teljes hossza csupán 180 méter. Alaprajza szabálytalan, a fal a szintvonalat követi, sem szögletes sarkok, sem tornyok nem törik meg. A nagyobb, megmunkálatlan nyerskövekből kötőanyag nélkül felrakott falazat vastagsága 2,0 és 2,3 méter között mozog. Kisebb köveket a falazó kövek közötti hézagok kitöltésére sem használtak. Az erődítés bejárata a délkeleti oldalon nyílt, ami voltaképpen egy 2,2 méter széles és 4,8 méter hosszú, a közepén nyugati irányba megtörő folyosó volt. A legépebben a fal déli része maradt fenn, ahol helyenként még ma is eléri az 1 méteres magasságot.
Az erődítésen kívül, a magaslat északi és északnyugati lejtőjén tárták fel tizenhat lakóház maradványait, amelyek a védfallal egy időben épülhettek. A házak nagy része sűrűn, egymástól 4-5 méteres távolságra épült, de az északi lejtő házcsoportjai között a 20-30 méteres hézagok sem ritkák. A szintén kötőanyag nélküli nyerskő falazat magassága jellemzően 0,5–0,8 méter közötti, a falvastagság pedig 0,7–1,2 méter. Erre az alacsony felmenő falazatra fektették a szalmahéjazatos gerendatetőzetet. A házak többsége négyszög alaprajzú, amelynek sarkait lekerekítették. Alapterületük nagyságát jelzi, hogy az egyik épület 10,2×6,2 méteres. Ennél valamivel kisebbek az északi házcsoport ovális alaprajzú épületei (pl. 7,5×6,0), amelyek felmenő falai azonban az 1,2 méteres magasságot is elérhették. Némelyik lakóház alapjai ma is láthatóak a felszínen.
A fennmaradt tárgyi emlékanyag szegényes, fennmaradásukat és az ásatásokat jelentősen megnehezítette a jellemzően sziklás vagy csupán vékony talajtakaróval borított felszín. Az erődítés kapufolyosójában és a fal egy pontjánál kialakított kutatóárokban mintegy háromszáz agyagedény-töredéket találtak. Más dél-albániai bronzkori helyszínekhez hasonlóan uralkodó a simítatlan szürkekerámia, de előfordulnak sötétbarna és okker színezetű edények is. Gyakoriak a kúp alakú ivóedények, a hasas tálak, valamint a hengeres vagy tölcsérszerűen összeszűkülő nyakú, amforaszerű edények. Az edények alja lapos, az edénynyelek kialakítását tipológiai változatosság jellemzi, különösen figyelemre méltóak a kantharosz jellegű hurkolt fülekkel ellátott ivóalkalmatosságok. A díszítés ritka, leggyakoribbak az ujjbeggyel benyomkodott motívumok, valamint a patkó- vagy gombalakú plasztikus díszek.